# Trận Tarinkot
Trận Tarinkot diễn ra vào năm 2001 trong Chiến tranh ở Afghanistan. Vào ngày 14 tháng 11 năm 2001, ODA 574 và Hamid Karzai đã chèn vào tỉnh Uruzgan thông qua 4 máy bay trực thăng MH-60K  với một lực lượng du kích nhỏ. Đáp lại cách tiếp cận của lực lượng Karzai, cư dân của thị trấn Tarinkot đã nổi dậy và trục xuất các quản trị viên Taliban của họ. Karzai đi đến Tarinkot để gặp gỡ những người lớn tuổi trong thị trấn. Trong khi anh ta ở đó, Taliban đã thống trị một lực lượng gồm 500 người để chiếm lại Tarinkot. Lực lượng nhỏ của Karzai cộng với đội ngũ Mỹ, bao gồm Lực lượng đặc biệt của Quân đội Hoa Kỳ từ ODA 574 và Kiểm soát viên không quân Hoa Kỳ của họ, Trung sĩ công nghệ Alex Yoshimoto, đã được triển khai trước thị trấn để ngăn chặn bước tiến của họ. Dựa vào sự hỗ trợ trên không của đạo diễn Yoshimoto, lực lượng Mỹ / Afghanistan đã ngăn chặn bước tiến của Taliban và đẩy họ ra khỏi thị trấn.
Thất bại của Taliban tại Tarinkot là một chiến thắng quan trọng đối với Karzai, người đã sử dụng chiến thắng để tuyển thêm nhiều người vào ban nhạc du kích non trẻ của mình. Lực lượng của anh ta sẽ tăng kích thước lên đến đỉnh điểm khoảng 800 người. Vào ngày 30 tháng 11, họ rời Tarinkot và bắt đầu tiến vào Kandahar.
Câu chuyện đã được Eric Blehm kể lại trong The Only Thing Worth Dying For Lưu trữ ngày 12 tháng 7 năm 2017 tại Wayback Machine, kể chi tiết về những trải nghiệm của Detachment Alpha 574, một ODA của Lực lượng đặc biệt quân đội Hoa Kỳ.